# Benjamin Fletcher
Benjamin Fletcher (* 1640; † 1703) war von 1692 bis 1697 englischer Gouverneur der Provinz New York.

## Leben
Über die Kindheit und Jugend von Benjamin Fletcher ist nichts überliefert. Er trat offenbar in englische Dienste, erreichte den Rang eines Obersts (Colonel) und schaffte es im Jahr 1692 zum neuen Kolonialgouverneur der Provinz New York ernannt zu werden. Damit war er Nachfolger des im Juli 1691 verstorbenen Henry Sloughter. Die Zeit zwischen Sloughters Tod und Fletchers Amtsantritt wurde vom kommissarischen Gouverneur Richard Ingoldesby überbrückt, der sich erfolglos um die Stelle des Gouverneurs bemühte. Zum Zeitpunkt des Amtsantritts von Fletcher war die Kolonie New York noch tief gespalten zwischen den Anhängern der Leisler Rebellion und der neuen Verwaltung. Fletcher trat sein Amt im August 1692 an. Diese Spaltung wurde auch während Fletchers Amtszeit nicht überwunden. Gleichzeitig wurde seine Kolonie von Franzosen und Indianern aus Kanada bedroht. Durch Verhandlungen des Bürgermeisters Schuyler von Albany wurde diese Gefahr abgewendet. Fletcher erklärte im Jahr 1693 den Anglikanismus zur offiziellen Religion in seiner Kolonie. Im Jahr 1697 ließ er in New York City (Manhattan) die Trinity Church erbauen.
Während seiner Zeit als Gouverneur förderte er offen die Piraterie. Dabei wurde der Hafen von New York City ein sicherer Platz für Piraten. Diese wiederum handelten ganz offen mit ihren Waren und umgingen dabei die offiziellen Steuergesetze. Dadurch kamen die Stadt New York und auch Teile der übrigen Kolonie zu einem gewissen Reichtum. Die Verwaltung, beginnend mit dem Gouverneur, ließ die Piraten und Schmuggler gewähren. Fletcher selbst ließ sich von den Piraten bestechen und ließ sie daher unbehelligt. Als schließlich englische Agenten die Vorgänge in New York der Regierung in London übermittelten wurde Fletcher im Jahr 1697 von seinem Posten abberufen. Ob er je zur Verantwortung gezogen wurde, ist nicht überliefert. Er starb im Jahr 1703.